# Pascale Desrochers
 (août 2025).
Pour les articles homonymes, voir Desrochers.
Pascale Desrochers (né le 7 juin 1968) est une comédienne québécoise. 

## Biographie
Pascale Desrochers est diplômée du Conservatoire d'art dramatique de Montréal, promotion 1992.

## Filmographie

### Cinéma
- 1984 :  L'Émotion dissonante: Valérie
- 1996 : Cosmos de Jennifer Alleyn, Manon Briand, Marie-Julie Dallaire, Arto Paragamian, André Turpin et Denis Villeneuve : une guichetière
- 1996 : Sous-sol de Roger Frappier :  Sylvie, 20 ans
- 2000 : La Beauté de Pandore : La freak
- 2001 : Un crabe dans la tête d'André Turpin : Audrey
- 2002 : L'Odyssée d'Alice Tremblay de Denise Filiatrault : Cendrillon/Sandrine
- 2003 : Noël Blank (court métrage) de Jean-François Rivard : Diane
- 2008 : C'est pas moi, je le jure! de Philippe Falardeau : femme de la maison rouge
- 2014 : La Petite Reine d'Alexis Durand-Brault : Pauline Le Bigot
- 2020 : Aline de Valérie Lemercier : Jeannette Dieu
- 2025 : Menteuse d'Émile Gaudreault : Catou

### Télévision
- 1995 : La Petite Vie (saison 3, épisodes Miss madame et Réjean vice-président) : Madonna / secrétaire du vice-président
- 1996 : Radio Enfer (épisode La Stagiaire) : la stagiaire de Jocelyne
- 1997 : Sauve qui peut! : Lili Gratton
- 2000-2010 : Virginie : Louise Pouliot
- 2002 : Music Hall : Sam
- 2005 : Détect.inc. : Manon
- 2006 : Vice caché : Chantal
- 2011 : La Galère  : Tatiana Moskalenko
- 2016 : Jérémie : Marilou
- 2017 : Lâcher prise : Lucie Legault
- 2018 : Demain des hommes : Josée
- 2019 : Une autre histoire : Enquêtrice Lucie Dumouchel

## Distinctions
- 2002 : nommée Prix Jutra pour la meilleure actrice de soutien : Un crabe dans la tête